# Uduba kavanaughi
Espèce
Uduba kavanaughi est une espèce d'araignées aranéomorphes de la famille des Udubidae.

## Distribution
Cette espèce est endémique de la région Vatovavy à Madagascar,. Elle se rencontre vers Ranomafana.

## Description
Le mâle holotype mesure 24,00 mm et la femelle paratype 31,00 mm, les mâles mesurent de 24,00 à 26,00 mm et les femelles de 31,00 à 37,00 mm.

## Systématique et taxinomie
Cette espèce a été décrite par Griswold, Ubick, Ledford et Polotow en 2022.

## Étymologie
Cette espèce est nommée en l'honneur de David Henry Kavanaugh.

## Publication originale
- Griswold, Ubick, Ledford & Polotow, 2022 : « A revision of the Malagasy crack-leg spiders of the genus Uduba Simon 1880 (Araneae, Udubidae), with description of 35 new species from Madagascar. » Proceedings of the California Academy of Sciences, sér. 4, vol. 67, Supplement II, p. 1-193 (texte intégral).